# Rose Emmet Young
Rose Emmet Young, también conocida como Rose Young, Rose Emmet o RE Young, (Lexington, 1869-1941) fue una escritora de ficción y editorial estadounidense, y defensora del movimiento sufragista.

## Trayectoria
Rose Emmet Young nació en Lexington, Misuri donde pasó su infancia. Dirigió una empresa maderera antes de convertirse en escritora e involucrarse en el movimiento sufragista.
Young colaboró con revistas y editoriales bajo el seudónimo de RE Young. Sus textos de ficción fueron publicados en Harper's Magazine, McClure's Magazine, The Century Magazine, Collier's y The Atlantic. Fue editora literaria y de arte de la University Publishing Co. durante cuatro años. En 1889, Young se mudó a Nueva York donde pasó gran parte de su vida y trabajó en el New York Post.

### Movimiento sufragista
En 1915, fue contratada por la sufragista Carrie Chapman Catt para crear y dirigir la Bureau of Suffrage Education de Leslie, la oficina de prensa de la Comisión de Sufragio de Mujeres de Leslie y la Asociación Nacional de Sufragio de Mujeres de América. La oficina fue creada con fondos de una herencia, valorada en casi un millón de dólares, que Miriam Leslie dejó a la causa del sufragio femenino. Esta oficina de prensa fue un servicio de noticias diario en los cincuenta estados que recopilaba y distribuía información sobre el derecho al voto de las mujeres. El papel de Young era compilar y redistribuir noticias, editoriales, fotografías, dibujos animados y estadísticas a periódicos de todo Estados Unidos para informar al público sobre los esfuerzos relacionados con el sufragio femenino y abogar por su adopción. El servicio de noticias de esta oficina de prensa llegó a alcanzar entre diez y veinte millones de lectores a través de la distribución por Associated Press y otras agencias de información.

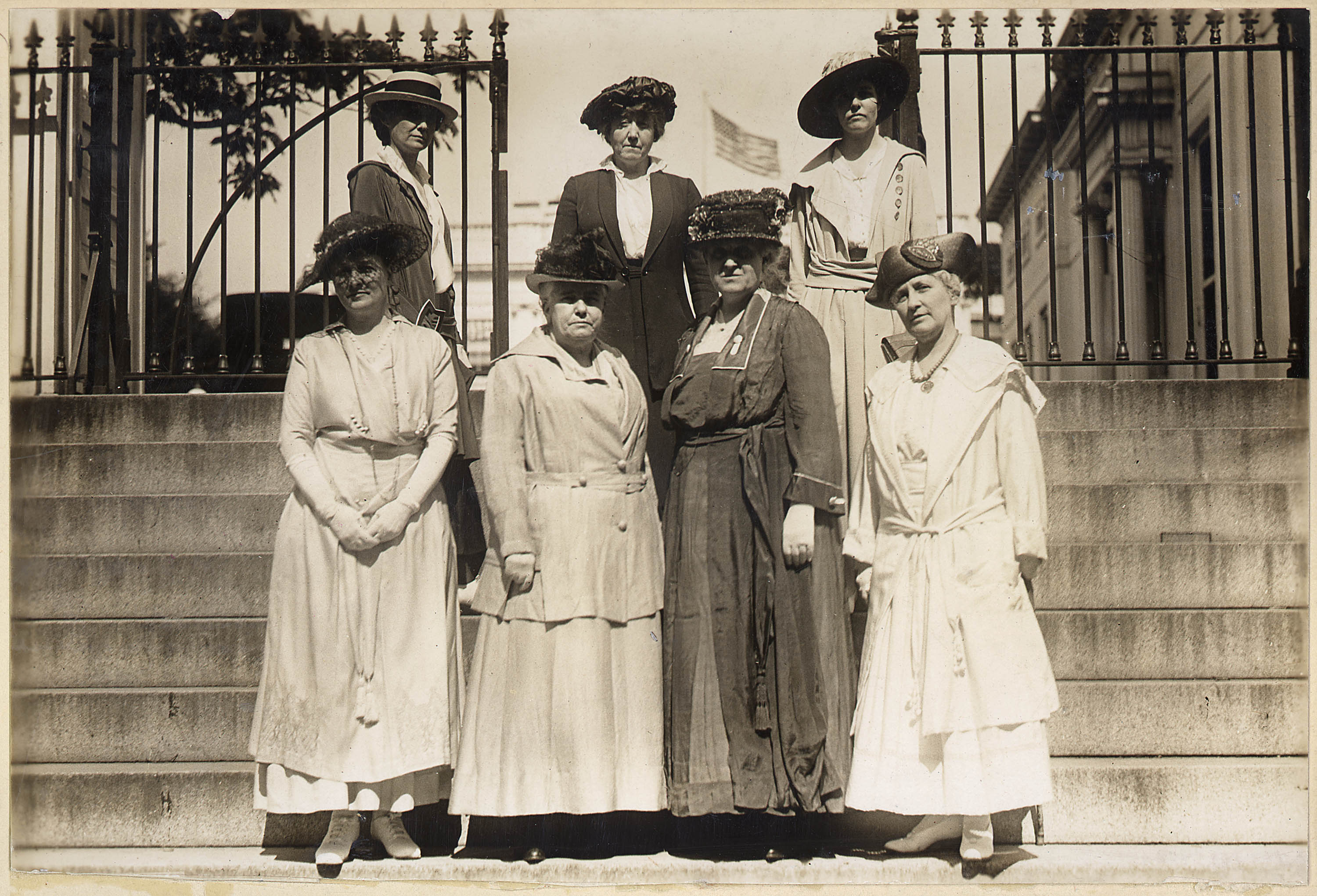
Rose Emmet Young (fila superior, primera desde la izquierda)

Además, Young creó y fue editora jefe de The Woman Citizen (más tarde llamado el Woman's Journal ), un boletín semanal para mujeres que fusionó tres publicaciones existentes: Woman's Journal, National Suffrage News y The Woman Voter. Este proyecto amplió el alcance del departamento de investigación de Leslie Bureau para recopilar estadísticas, listas de libros y artículos editoriales. The Woman Citizen operaba en el número 171 de la Avenida Madison en la ciudad de Nueva York y contaba con 20 000 lectores.
También colaboró con varias revistas y periódicos escribiendo editoriales que reclamaban el avance de la causa del sufragio femenino.

## Obra

### Novelas
- 1903 - Sally of Missouri y Henderson.
- 1927 - Murder at Mason’s

### Cuentos cortos
- 1906/1907 - Petticoat Push, With Reluctant Feet y The Substance of Things Hoped For publicados en Harper's Bazaar.[7]

### Obras de teatro
- 1936 - The Cigar Smoker, coescrito con Marie Jenney Howe.[8]

### Obras de no ficción
- 1917-1929 - The record of the Leslie woman suffrage commission, inc.
- 1935 - Why wars must cease. En colaboración con Carrie Chapman Catt y Eleanor Roosevelt).[9]

## Otras lecturas
- Archivo del autor en la revista Harper.
- Colección de publicaciones en The Unz Review.